# Restless (Rockabilly-Band)
Restless ist eine britische Neo-Rockabilly-Band, gegründet 1978 in Ipswich.

## Geschichte
Restless gilt als eine der erfolgreichsten Neo-Rockabilly-Bands und verkauften von ihrem ersten Album 25.000 Exemplare. Der Name Restless geht auf den Carl-Perkins-Klassiker zurück.
Sie war eine der ersten neu gegründeten Bands während des Rockabilly-Revivals und ist in ihrer Laufbahn auf allen bedeutenden Festivals in Europa wie dem Rock 'n' Roll Weekender in Hembsby und in den USA auf dem Viva Las Vegas aufgetreten. Auch im legendären Klub Foot gaben Restless mehrere Konzerte.
Die Band ist bis heute aktiv und gibt regelmäßig Konzerte. Die Mitglieder bestehen allesamt aus Vollblutmusikern, welche auch in anderen Bands wie Frenzy, The Space Cadets, Dave Philips & the Hotrod Gang oder dem Slim Jim Phantom Trio mitwirkten bzw. immer noch wirken. Mark Harman gilt neben Brian Setzer als einer der besten Gitarristen in der Szene.

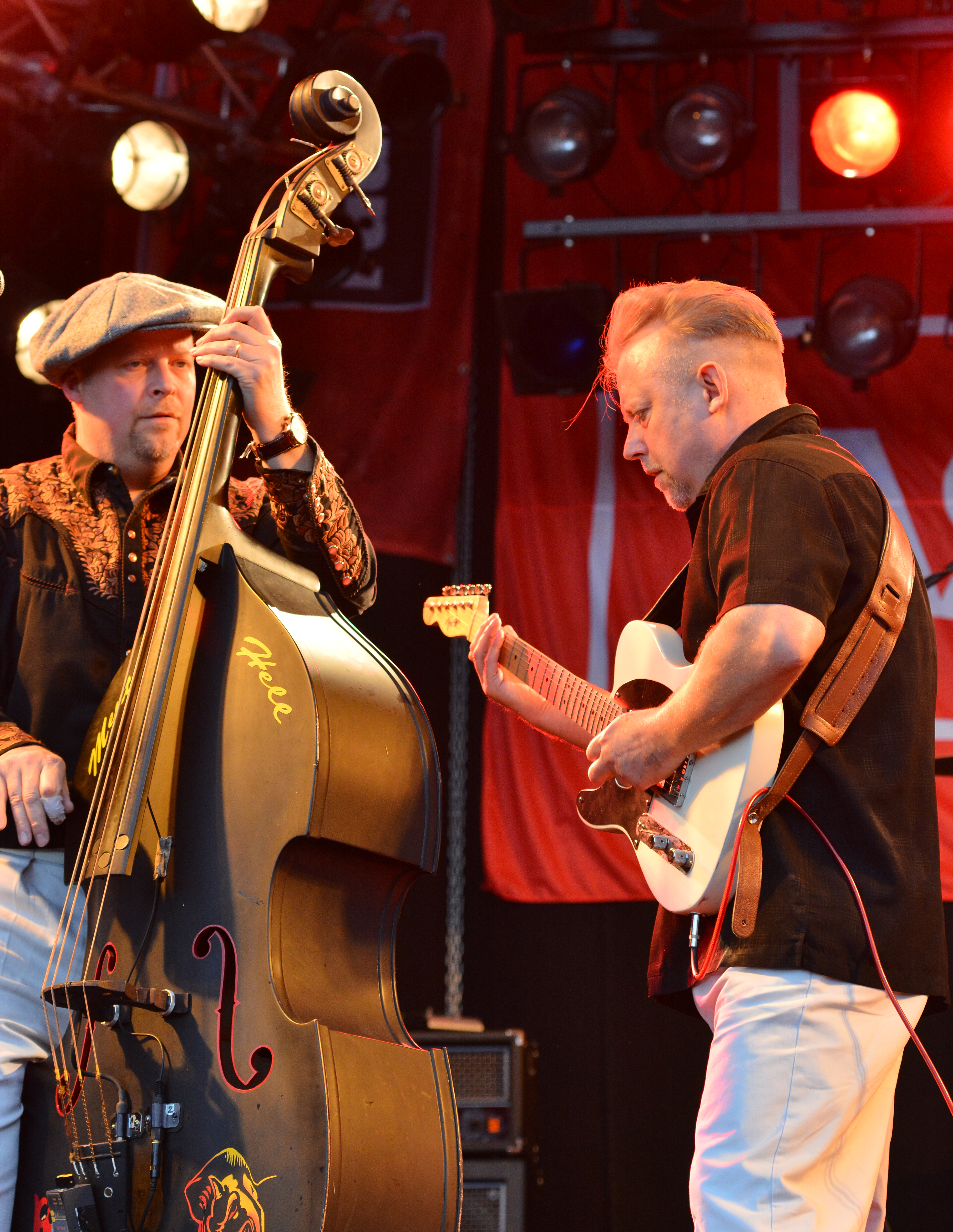
Restless beim 825. Hamburger Hafengeburtstag 2014

## Diskografie

### Alben
- 1982: Why Don't You... Just Rock!
- 1984: Do You Feel Restless?
- 1986: After Midnight
- 1987: Live and Kicking!
- 1987: The Early Years '81-'83
- 1988: Beat My Drum
- 1989: Kickin' into Midnight!
- 1990: Movin' On
- 1991: # Seven
- 1993: Figure It Out
- 1995: Three of a Kind
- 1996: The Lost Sessions
- 1996: The Best of Restless
- 1997: Unplugged
- 2002: Do Your Thing
- 2011: Got It Covered
- 2012: Sounds Like Restless
- 2014: Seconds Out...
- 2015: Originals
- 2020: Ready to Go!

### Singles
- 1982: The Restless
- 1983: Edge on You
- 1984: Mr. Blues
- 1985: Vanish Without a Trace
- 1986: Somebody Told Me
- 1986: Just a Friend
- 1986: What Can You Say
- 1987: Ice Cold
- 1988: Tobacco Road
- 1988: Radar Love
- 1999: Ghost Town
- 2002: Restless vs. The Rizlaz